# イセエビ

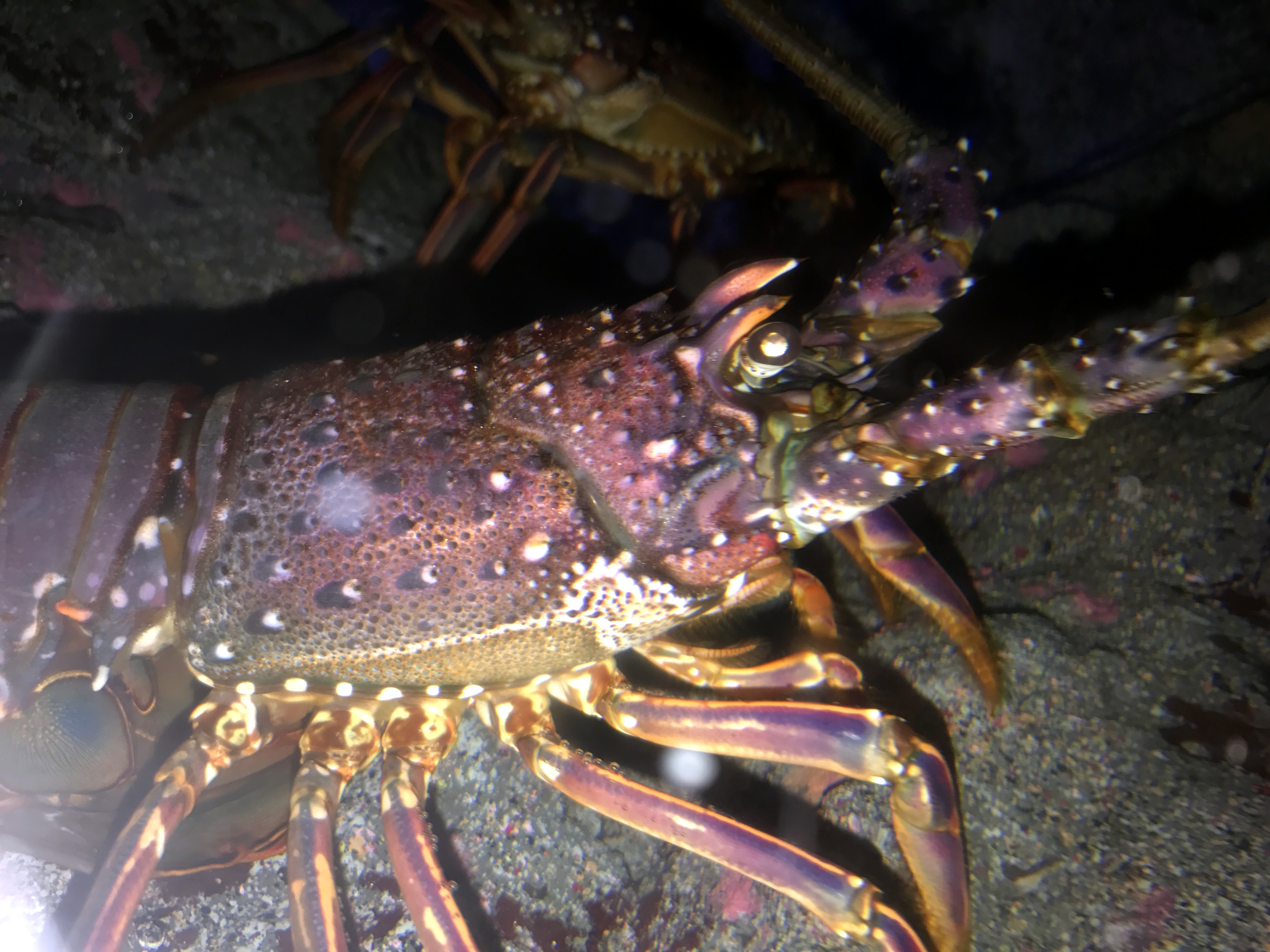
イセエビの頭部を拡大

イセエビ（伊勢海老、伊勢蝦、鰝、学名: Panulirus japonicus, 英語: Japanese spiny lobster）は、イセエビ科に属するエビの1種。広義にはイセエビ科の数種を指す。
別名に外房イセエビ（千葉県産）、志摩海老（三重県産）、鎌倉海老（神奈川県産）など。
熱帯域の浅い海に生息する大型のエビで、日本では高級食材として珍重される。俳句では新年の季語。

## 特徴
体長は通常20から30 cmほど。まれに50 cm程に達する大型個体もおり、重量は1 kg近くになる。日本では2017年4月に体長38.5 cm、体重2.33 kgという国内最大クラスの個体が三重県志摩市で水揚げされた。体型は太い円筒形で、全身が暗赤色で棘だらけの頑丈な殻に覆われ、触角や歩脚もがっしりしている（まれに青色の個体も存在する）。エビ類の2対の触角はしなやかに曲がるものが多いが、イセエビ類の第二触角は太く、頑丈な殻に覆われている。第二触角の根元には発音器があり、つかまれると関節をギイギイと鳴らして威嚇音を出す。腹部の背側には短い毛の生えた横溝がある。雌雄を比較すると、オスが触角と歩脚が長いのに対して、メスは腹肢が大きく、第5脚（一番後ろの歩脚）が小さな鋏脚に変化している。
学名の属名 "Panulirus" はヨーロッパイセエビ属の学名 Palinurus のアナグラムで、種小名 "japonicus" は「日本の」の意である。英語では "Spiny lobster" （「棘だらけのロブスター」の意）と呼ばれる。ただし、狭義のロブスターはザリガニ下目・アカザエビ科（ネフロプス科）・ロブスター属に分類される甲殻類を指す言葉であり、下目レベルでイセエビとは異なる。広義にはロブスターは大型の歩行型エビ全般を指す総称であり、イセエビをロブスターの一種とみなすのは、その意味では間違いではない。南大西洋トリスタンダクーニャ特産のトリスタン・ロック・ロブスター (Tristan rock lobster) はミナミイセエビ属であるため、日本では「トリスタン産の伊勢海老」と紹介されることもある。

## 生態
日本列島の房総半島以南の太平洋岸、瀬戸内海、九州沿岸、朝鮮半島南部、台湾の沿岸域に分布する。かつてはインド洋や西太平洋に広く分布するとされたが、研究が進んだ結果、他地域のものは別種であることが判明した。
外洋に面した浅い海の岩礁やサンゴ礁に生息する。昼間は岩棚や岩穴の中に潜み、夜になると獲物を探す。食性は肉食性で、貝類やウニなど色々な小動物を主に捕食するが、海藻を食べることもある。貝などは頑丈な臼状の大顎で殻を粉砕し、中身を食べる。一方、天敵には沿岸性のサメ、イシダイ、タコなどがいる。敵に遭うと、尾を使って後方へ俊敏に飛び退く動作を行う。
日本海での採捕例は少なく、珍しいとされている。
ウツボと共に生活していることもある。これはイセエビが天敵のタコから守ってもらえるうえ、ウツボの方も捕食対象のタコがイセエビに釣られて自分から寄ってきてくれるという双利共生になっている。
繁殖期には移動の際に他のイセエビの後をついていくため、列を形成する姿が見られるが、これは敵から身を守るための行動とみられる。最初は数匹だが数を増やしていき、1週間寝ずに60 kmを移動することや、総勢60匹で列をなすこともある。敵に襲われると、最後尾のイセエビが犠牲になることが多いとされる。

## 生活史
繁殖期は5 - 8月で、メスはオスと交尾した後に産卵し、小さな卵をブドウの房状にして腹肢に抱え、孵化するまでの1 - 2か月間保護する。
孵化した幼生はフィロソーマ幼生（Phyllosoma）、または葉状幼生と呼ばれる形態で、広葉樹の葉のような透明な体に長い遊泳脚がついており、親とは似つかない体型をしている。フィロソーマ幼生は海流に乗って外洋まで運ばれ、プランクトンとして浮遊生活を送る。その期間はイセエビ類でも種によって異なるが、イセエビの場合は約300日間に及ぶ。形態や生態が親とはあまりにもかけ離れているうえ、期間も長いことから、19世紀に発見された当初は誰もイセエビ類の幼生とは思わず、エビ目の中に「フィロソーマ」という分類群が作られたという逸話がある。
孵化時には体長1.5 mmほど。成長につれて30回ほど脱皮して、体長30 mmほどに成長したフィロソーマ幼生は、プエルルス幼生（Puerulus）という形態に変態する。プエルルス幼生はガラスエビと俗称され、親エビに似た外見となるが、体はまだ透明で、しかも大顎や消化管が一時的に退化し、餌をとらないという特徴がある。また、フィロソーマ幼生の時に蓄えた脂肪をエネルギーにし、脚で水をかいて泳ぎながら沿岸部の岩礁を目指す。なお、プエルルス幼生がどのようにして沿岸部の位置を知るのかはまだわかっていない。
岩礁にたどりついたプエルルス幼生は約1週間で脱皮し、親エビと同じ体型の稚エビとなって歩行生活を開始する。1年で体長10 cm、2年で15 cm、3年で18 cm程度になると言われており、体長12 cm前後で成熟期をむかえる。
気温が下がると暖かい場所を求めて移動する習性がある。

## 近縁種
イセエビ科 Palinuridae は8属49種があり、食用や観賞用などに利用される。「イセエビ」は厳密にはその中の1種だけを指すが、日本の水産業者などの間ではイセエビ科に属するいくつかのエビの総称となっており、輸入種も含めて市場においてもその総称で流通している場合が多い。

## 人間との関係

### 文化
イセエビ類は古くから日本各地で食用とされており、鎌倉蝦、具足海老（ぐそくえび。海老の甲羅を具足＝鎧兜に見立てた呼び方）などとも呼ばれていた。また、日本語の「エビ」は、長い触角をしたイセエビを「柄鬚」と表記したのが始まりという説がある。
733年の『出雲国風土記』には嶋根郡や秋鹿郡の雑物の中に「縞蝦」の記述が見られる。「蝦」の種類は確認できないものの911年の『侍中群要』では摂津と近江の2か国から貢上されており、宮中へも納められていた。1150年頃の『類聚楽雑要抄』などから当時は干物として用いられていたと考えられている。
伊勢海老の名称が初めて記された文献は1566年の『言継卿記』であると考えられている。江戸時代には、井原西鶴が1688年の『日本永代蔵』四「伊勢ゑびの高値」や1692年の『世間胸算用』で、江戸や大阪で諸大名などが初春のご祝儀とするため、伊勢海老がきわめて高値で商われていた話が記されている。1697年の『本朝食鑑』には「伊勢蝦鎌倉蝦は海蝦の大なるもの也」と記されており、海老が正月飾りに欠かせないものであるとも紹介している。1709年の貝原益軒が著した『大和本草』にも、イセエビの名が登場する。
イセエビという名の語源としては、伊勢がイセエビの主産地の一つとされていたことに加え、磯に多くいることから「イソエビ」からイセエビになったという説がある。また、兜の前頭部に位置する前立（まえだて）にイセエビを模したものがあるように、イセエビが太く長い触角を振り立てる容姿が鎧をまとった勇猛果敢な武士を連想させ、「威勢がいい」を意味する縁起物として武家に好まれており、語呂合わせから定着していったとも考えられている。
イセエビを正月飾りとして用いる風習は現在も残っている。地方によっては正月の鏡餅の上に載せるなど、祝い事の飾りつけのほか、神饌としても用いられている。

### イセエビ漁
生息域沿岸では、イセエビはどこでも重要な水産資源とされている。日本国内での県別漁獲高は年によって千葉県あるいは三重県が1位で続いている。また、三重県の県魚に指定されている（1990年11月2日指定）。
漁期は10月から4月にかけてで、5月から8月の産卵期は資源保護を目的に禁漁としている地区が多い。宮崎県では9月1日から漁が始まり、3月末までが漁期である。
また、産卵期は身が細り、味も落ちる。漁獲量は月齢や天候に左右され、闇夜であれば多く水揚げされる。その他、太平洋側の黒潮の大蛇行の変化なども漁獲量に影響すると考えられている。漁期における漁法は主に、刺し網漁と潜水漁、蛸脅し漁がある。刺し網漁は、夕方に刺し網を仕掛け、早朝に網を上げる。潜水漁は海女が岩場に潜んだイセエビを手づかみで採取するというもの。蛸脅し漁は一方の竿の先にイセエビの天敵のマダコをくくりつけて水中で振り、イセエビが驚いて逃げたところを網ですくうというものである。
イセエビは姿造りなどで供されることから、流通時には他の食用エビに比べて姿形が厳格に評価される。「角」と呼ばれる2本の触角や、脚が破損すると商品価値が下がってしまうため、漁獲時には一匹ずつ網から外すなど慎重に扱われる。角の折れた海老や小型の海老が市場に出荷されることは少なく、漁港付近の旅館などで消費されることが多い。水揚げ時に殻が割れるなどして死んだイセエビは、漁業関係者の自宅で消費されることが多い。このように傷ついたイセエビは1%程度の割合で存在し、商品価値が著しく下がる。また、ショックを与えると自切するため、輸送中に脚が脱落することもある。角や脚が欠けたことにより商品価値の下がったものでも、それらを修復して高値で販売されていることがある。しかし、近年では低価格志向の店・消費者向けに「ワケあり食材」として安価でも流通している。水揚げしても暗所で毛布・籾殻などで保温すれば1週間くらいは生きているので、この状態で出荷・流通が行われる。寒さに弱いので冷蔵すると死んでしまい、却って商品価値が下がる。

### 食用

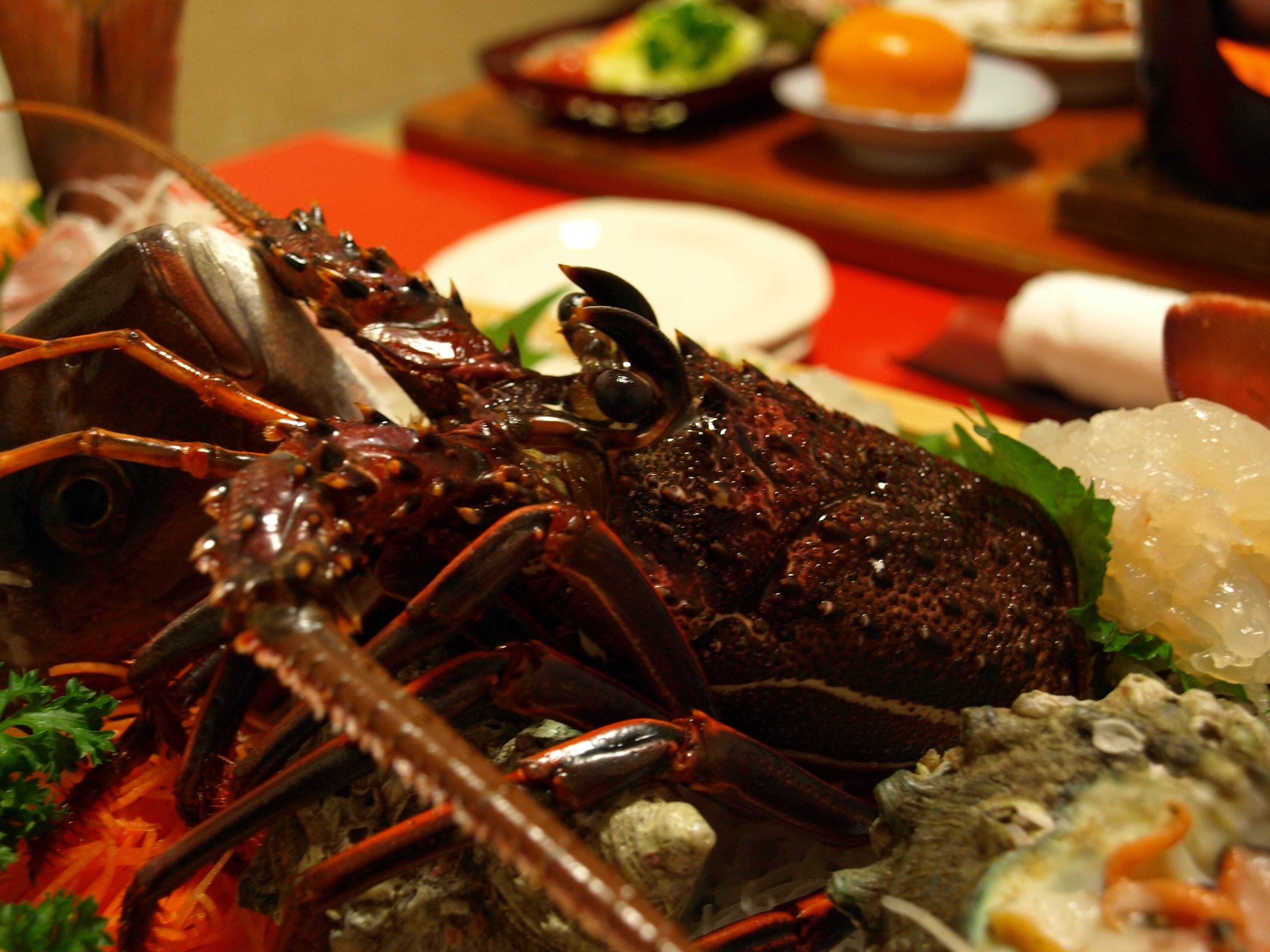
イセエビの刺身

1642年（寛永19年）の『料理物語』にはイセエビを茹でる、あるいは焼くといった料理法が記されていた。現在ではさらに様々な方法で調理されている。
- 刺身（握り寿司の寿司種を含む）
- 伊勢海老汁
- 残酷焼
- フライ（エビフライ）
- ステーキ
- 鍋
- パエリア
- テルミドール

なお、特に日本国内においては制限はないが、アメリカの一部の州では、最初の包丁の入れ方に制限が設けられている。イセエビの甲を左右に分断する形で切断しないと、動物愛護に関する州法などの法令により罰則が科せられる場合がある。これは、「脳を切断する形でないとイセエビに苦痛を与える」という解釈による罰則である。加熱調理する場合は日本国内でもこの形で切断している場合が多いが、これは切断後に身が取り出しやすいためでもある。生命力が強く活き造りの場合、半分くらい食べられても生きていることも多い。

### 養殖の試み
1898年（明治31年）頃には日本でイセエビのフィロソーマの飼育が試みられていた。1988年（昭和63年）には三重県の水産技術センターと北里大学において別個に稚エビまでの飼育に成功しているが、幼生期間が長くその間の死亡率も高いことなど、減耗率を抑えて稚エビまでの成長を管理するうえで問題も多く、事業化には至っていない。